# Mosquito (cantor)
Mosquito, nome artístico de Pedro Assad Medeiros Torres (Rio de Janeiro, 7 de fevereiro de 1987), é um cantor e compositor brasileiro de samba.

## Biografia e carreira
Mosquito foi criado na Ilha do Governador, no Rio de Janeiro, o cantor começou a cantar aos 17 anos. Mosquito já revelou ser um grande admirador do trabalho do cantor de samba Zeca Pagodinho, e foi ouvindo o cantor e o jeito dele de cantar que o inspirou a fazer samba.
O cantor foi reconhecido por Xande de Pilares que o apresentou para Arlindo Cruz, Dudu Nobre e Jorge Aragão. Também conheceu Zeca, e o chamou para participar em uma música de seu álbum de estreia Ô Sorte intitulada "Atalho", regravação do grupo Fundo de Quintal.
Em 9 de julho de 2015 Mosquito lançou seu álbum de estreia Ô Sorte pela Sony Music. O álbum já possui três canções em trilhas de novelas como a faixa título "Ô Sorte" em Babilônia, "Não Enche" em I Love Paraisópolis e "Papel de Bobão" em A Regra do Jogo.

## Discografia
- 2015: Ô Sorte